# Manzamine
Les manzamines sont des alcaloïdes isolés à partir de différentes espèces d'éponge marine et possédant des activités antitumorales et antivirales.
Les structures très différentes de certaines manzamines, mais aussi leurs similitudes avec d'autres composés également issus d'éponges marines, ont permis d'élaborer plusieurs théories biomimétiques concernant leur synthèse au sein des éponges.